# Константина (город)
Константи́на (араб. قسنطينة‎, Qusanṭīnà) — город в Алжире, административный центр одноимённого вилайета. Расположен на северо-востоке страны в 80 км от побережья Средиземного моря.
Металлообрабатывающая, табачная и пищевая промышленность, производство ковров. Сохранилась мечеть 1221 года.

## История
Город был основан финикийцами, которые нарекли его Сева («Царский город»). Позднее — под именем Цирта (значит по-финикийски «город») — город был столицей Нумидии. Во время Второй Пунической войны у стен Цирты Сципион наголову разбил войско нумидийского царя Сифакса. Нападение нумидийского царя на римских торговцев в Цирте послужило предлогом к развязыванию Югуртинской войны. После взятия римлянами Цирта возглавляла союз четырёх верных Риму городов Африки. В городе проживало множество римских торговцев, значительную часть населения составляли также греки и карфагеняне. В составе Римской империи Цирта была центром провинции Новая Африка (позже ей было возвращено имя «Нумидия»). В 311 году город был разрушен императором Максенцием во время боевых действий против Домиция Александра (бывшего губернатора провинции Африка), но был восстановлен в 313 году Константином Великим (победителем Максенция), который дал городу своё имя. Цирта-Константина долгое время оставалась самым латинизированным городом Африки, сохраняя верность императору даже после нашествия вандалов.
В VII веке Константина была завоёвана арабами. Под их властью город стал крупным торговым центром. В мирные годы Константина торговала с Пизой, Генуей и Венецией.
С 1529 года город подпал под власть Османской империи. Константина управлялась беями. Салах-бей, правивший городом в 1770–1792 годах, содействовал массовому строительству.
В 1836 году французская армия предприняла неудачную попытку захватить столицу вилайета, закончившуюся разгромом экспедиционного корпуса. Французы извлекли должные уроки из своего поражения и предприняли повторный штурм; 13 октября 1837 году Константина после кровопролитного сражения перешла во французские руки. Хаджи-Ахмед-бей бежал. Он продолжал борьбу в оазисе Аурес вплоть до 1848 года.
В годы Второй мировой войны Константина, как и близлежащий город Сетиф, использовались союзными войсками в качестве военной базы против итальянских и немецких контингентов (1942—1943).
В 1955 году в ходе Войны за независимость Алжира Константина была атакована боевиками ФНО, добивавшихся независимости от Франции.

### Резня в Эль-Халии
20 августа 1955 года шахтёрский посёлок Эль-Халия в пригороде Константины, в котором проживало 130 европейцев и 2000 алжирских мусульман, был атакован боевиками ФНО. Вдохновителем и организатором резни был полевой командир ФНО Юсеф Зихуд (1921–1956). Незадолго до полудня 4 отряда по 15—20 боевиков-феллагов, поддержанные частью местных арабов, вступили в посёлок, врываясь в дома европейцев. 92 человека, включая десятерых детей, были убиты. В русском эмигрантском журнале «Часовой» приводится такой факт:
Группа алжирцев, ворвавшись во французский дом, убивает топором парализованного старика, разрывает на клочки 11-летнюю девочку и пятимесячного ребёнка!
Некоторым европейцам всё же удалось спрятаться, а шесть семей, имевших оружие, забаррикадировали свои дома и, отстреливаясь от наседавших врагов, дождались прибытия французских парашютистов.
Не следует думать, что резня в Эль-Халии явилась личной инициативой Юсефа Зихуда, так как вскоре после кровавых событий, 25 сентября 1955 года, командование ФНО обнародовало очередной антифранцузский манифест.

## Рельеф и климатические особенности
Константина расположена на горном плато высотой около 640 м над уровнем моря. С этим связано поэтическое название населенного пункта — «Город семи мостов». Мосты объединяют город, рассечённый глубоким каньоном. В 2014 году открыт уникальный вантовый мост — виадук Салах Бей (Salah Bey Viaduct).
| Показатель                    | Янв. | Фев. | Март | Апр. | Май  | Июнь | Июль | Авг. | Сен. | Окт. | Нояб. | Дек. | Год  |
| ----------------------------- | ---- | ---- | ---- | ---- | ---- | ---- | ---- | ---- | ---- | ---- | ----- | ---- | ---- |
| Средний суточный максимум, °C | 11,5 | 13,0 | 14,9 | 18,2 | 23,1 | 28,6 | 33,0 | 32,7 | 28,1 | 22,2 | 16,6  | 12,3 | 21,1 |
| Средняя температура, °C       | 7,1  | 8,1  | 9,6  | 12,4 | 16,6 | 21,5 | 25,2 | 25,2 | 21,4 | 16,4 | 11,4  | 7,9  | 15,2 |
| Средний суточный минимум, °C  | 2,6  | 3,1  | 4,2  | 6,5  | 10,0 | 14,3 | 17,3 | 17,6 | 14,7 | 10,5 | 6,1   | 3,4  | 9,1  |
| Норма осадков, мм             | 66   | 58   | 61   | 53   | 41   | 20   | 8    | 12   | 36   | 38   | 43    | 71   | 507  |
| Источник: World Climate       |      |      |      |      |      |      |      |      |      |      |       |      |      |

## Образование в Константине
Высшее образование в Константине представлено, главным образом, местным университетом имени братьев Ахмеда и Башира Ментури, он же университет Константины, спроектированным известным бразильским архитектором Оскаром Нимейером. Дата основания — 17 июня 1969 года. С 2012 года данное учебное заведение разделяют на университеты Константины №№ 1, 2 и 3, к каждому из которых прикреплены несколько факультетов.
2000 год был ознаменован возложением первого камня в фундамент так называемого Нового города Али Менджели, подразумевающего помимо прочих целей, размещение двух новых студенческих общежитий и двух факультетов: экономических наук, гуманитарных и социальных наук.
По состоянию на 2012 год студенческий городок был практически построен.
Кроме университета братьев Ментури существует также Исламский университет эмира Абделькадера. Основанный в 1994 году, вместе с одноимённой мечетью, университет находится на совмещенной с ней территории. Учебное заведение состоит из двух факультетов: 
- исламского права и цивилизации,
- литературы и гуманитарных наук.

Количество студентов около 3000.

## Достопримечательности

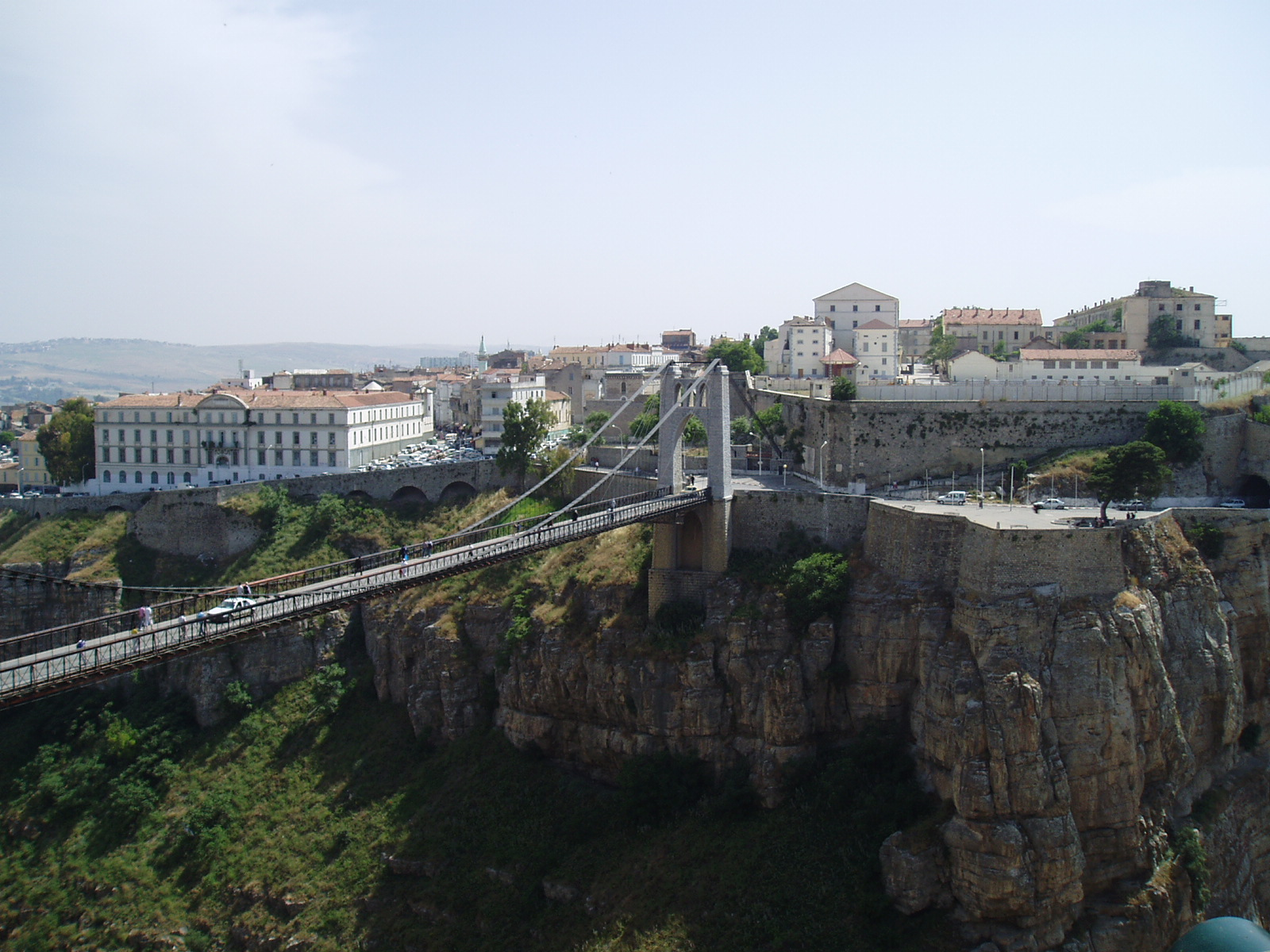
Мост в Константине

Помимо глубокого каньона, завораживающих гор и пересекающих их мостов, в городе существуют интересные достопримечательности культурно-исторического характера:
Музей Густава Мерсье (древнее и современное искусство);
Мечеть Абдель Хамида бен Бадиса;
Мавзолей Масинисы;
Дворец бея Константины;
Руины древнеримского акведука времен Антония;
Помимо достопримечательностей внутри самого города, неподалёку от Константины расположены руины древнеримского города Тиддис.

## Транспорт
Трамвайное движение с 2013 года. Одна линия длиной 14,7 км с 15-ю остановками. Используются 27 вагонов Alstom Citadis 402. Перевозчик SETRAM.

## Персоналии, связанные с Константиной
- Ахлям Мустаганами, одна из наиболее известных писательниц арабского мира. Первый алжирский автор, чьи работы были переведены на английский язык.
- Энрико Масиас, шансонье и актёр еврейского происхождения.
- Абдул-Хамид бен Бадис (1889—1940) — алжирский общественный и религиозный деятель
- Самир Насри (род. в 1987 г.) — французский футболист алжирского происхождения, полузащитник «Манчестер Сити» и национальной сборной Франции.
- Хассиба Булмерка, олимпийская чемпионка 1992 года по бегу на средние дистанции, двукратная чемпионка мира на дистанции 1500 метров.

## Города-побратимы
Города-побратимы города Константина:
- Гренобль, Франция[11]
- Стамбул, Турция
- Сус, Тунис